# Jindřich Nehera
Jindřich Nehera (* 11. července 1949) je bývalý český politik, v 90. letech 20. století poslanec Poslanecké sněmovny za formaci Sdružení pro republiku - Republikánská strana Československa.

## Biografie
Ve volbách v roce 1996 byl zvolen do poslanecké sněmovny za SPR-RSČ (volební obvod Jihomoravský kraj). Zasedal v sněmovním výboru pro obranu a bezpečnost. V parlamentu setrval do voleb v roce 1998. V březnu 1998 byl na sjezdu SPR-RSČ zvolen předsedou revizní komise strany.
V komunálních volbách roku 1994 byl zvolen do zastupitelstva obce Hrotovice za SPR-RSČ.